# Heinrich von Hofstätter

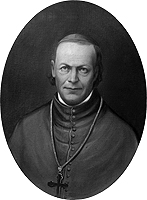
Heinrich von Hofstätter

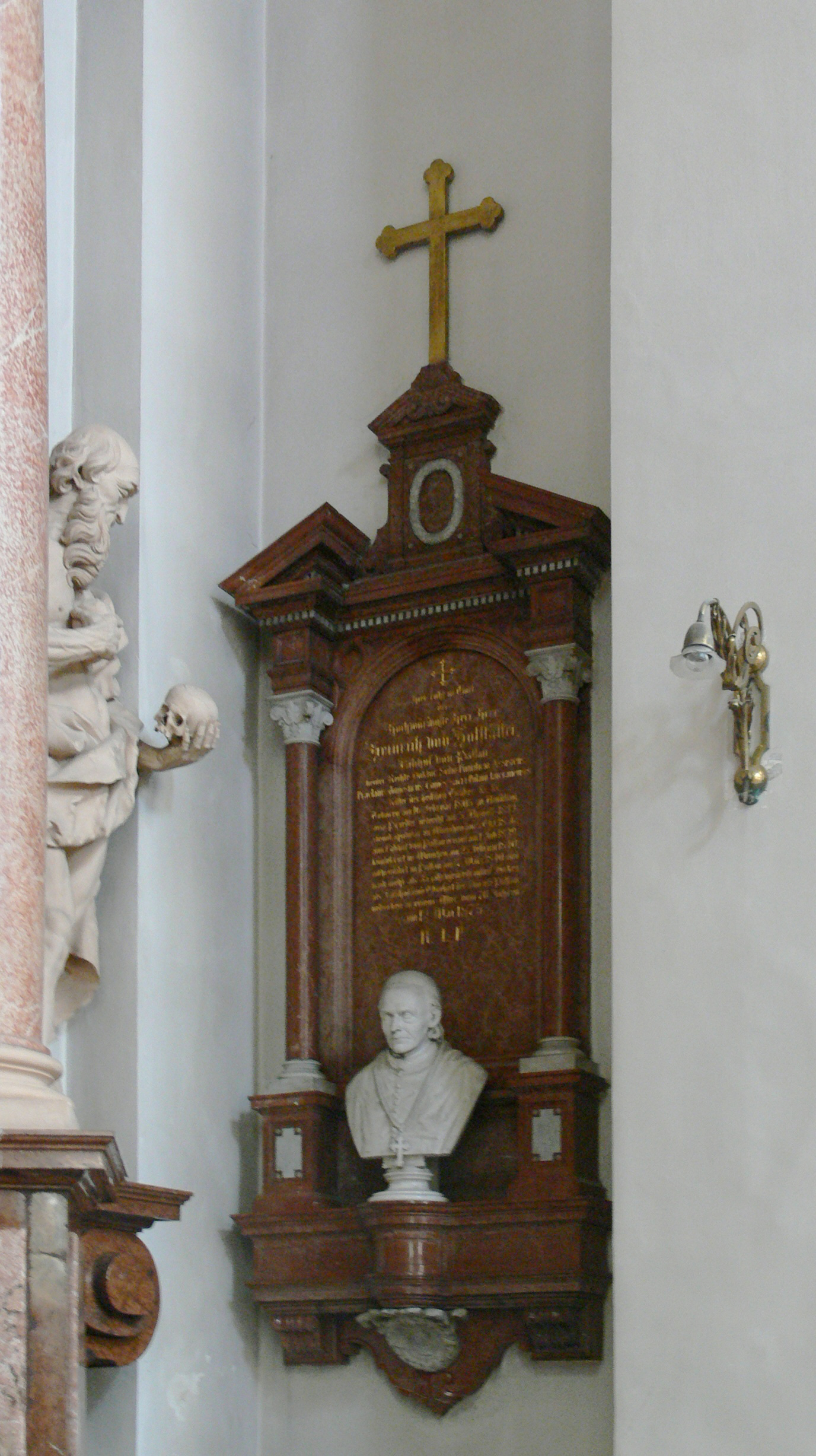
Grabdenkmal für Heinrich von Hofstätter im Passauer Dom

Heinrich Hofstätter, ab 1850 Ritter von Hofstätter, (* 16. Februar 1805 in Aindling, Bayern; † 12. Mai 1875 in Passau) war von 1839 bis 1875 Bischof in Passau.

## Leben
Er war das erste von zwei Kindern des Kaufmanns Heinrich Hofstätter und seiner Ehefrau Katharina geb. Schmal. Im Jahr 1809 zog die Familie nach München, wo er von 1817 bis 1824 das heutige Wilhelmsgymnasium besuchte.
Er studierte Jura in Landshut und München, wo er sich dem Corps Isaria anschloss. 1829 promovierte er zum Dr. jur. utr., beschloss aber 1831, Priester zu werden. Nach erfolgreichem Theologiestudium an der Universität München, wobei er vom Besuch des Freisinger Pastoralseminars dispensiert war, empfing er am 5. August 1833 die Priesterweihe.
Er war kurze Zeit Kooperator-Provisor in Mammendorf und wurde 1834 Domvikar und Sekretär des Allgemeinen Geistlichen Rates in München sowie Assessor am erzbischöflichen Ehegericht. 1836 berief man ihn in das Domkapitel.
Am 6. Juli 1839 mit erst 34 Jahren wurde er von König Ludwig I. zum Bischof von Passau nominiert, was er nur widerstrebend und nach Zureden des päpstlichen Nuntius annahm. Die päpstliche Ernennung folgte am 23. Dezember 1839, die Bischofsweihe empfing er am 25. Februar 1840 durch Erzbischof Lothar Anselm von Gebsattel in München. Am 17. März 1840 nahm er von seinem Bistum Besitz. Mit Verleihung des Ritterkreuzes des Verdienstordens der Bayerischen Krone 1850 wurde er in den bayerischen persönlichen Ritterstand erhoben.
Hofstätter förderte in seinem Bistum die Volksmission und gewann dafür 1841 die Redemptoristen, die sich in Altötting niederließen und systematisch alle Pfarreien des Bistums besuchten und zum Teil mehrfach missionierten. Davon abgesehen berief er zahlreiche andere Ordensleute, zum Beispiel 1856 die Barmherzigen Schwestern vom hl. Vinzenz von Paul in das Bistum und gründete einige neue Pfarreien. Insbesondere förderte er die Maria-Ward-Schwestern.
Ein anderes Hauptanliegen des Bischofs war der Priesternachwuchs. So gründete er 1844 die Knabenseminare St. Valentin und St. Maximilian. Dort und besonders im Priesterseminar St. Stephan förderte er einen asketischen Lebensstil, den er selbst auch praktizierte. Den Plan, auch im Schloss Freudenhain ein Seminar einzurichten gab er allerdings aufgrund der allzu großen Entfernung zur Altstadt wieder auf. Während seiner Amtszeit stieg die Zahl der Diözesanpriester um etwa 100.
Ein weiteres Anliegen waren ihm die Kirchen. Er bemühte sich insbesondere um den Bau bzw. die Ausstattung von Kirchen im neugotischen und neuromanischen Stil, kaufte profanierte Kirchen zurück (1842 die Salvatorkirche, 1857 die Franziskanerkirche) und ließ zahlreiche kirchliche Einrichtungen renovieren, wie etwa Mariahilf, St. Severin, Heiliggeist oder die Kapellen des ehemaligen Domkreuzganges. Finanziert wurde dies alles durch besondere Besteuerung der Priester und durch Spenden. Er sammelte mittelalterliche Kunstwerke und ist damit der eigentliche Begründer des heutigen Diözesanmuseums.
Hofstätter war ein Gegner der selbständigen Laienbewegung und duldete lediglich solche Vereine, die unter seiner Oberleitung standen. Den gesamten Schriftverkehr mit kirchlichen und staatlichen Behörden führte er persönlich. Dies führte dazu, dass die Verwaltung im Laufe der Zeit völlig in seiner eigenen Hand konzentriert war und selbständigere Persönlichkeiten faktisch aus seiner Umgebung ferngehalten wurden. Er bekämpfte den Liberalismus, den Protestantismus und zuletzt besonders den Altkatholizismus. Berufungen zum Bischof von Regensburg und zum Erzbischof von München-Freising lehnte er ab. Ab 1869 blieb er den Bischofskonferenzen und jeder anderen gemeinsamen bischöflichen Aktion fern.
Hofstätter erhielt 1868 das Großkomturkreuz des Verdienstordens vom Heiligen Michael
Er ist im Passauer Dom vor dem Johannes-Altar begraben.